# Итиномия (посёлок)
Итиномия (яп. 一宮町 Итиномия-мати) — посёлок в Японии, находящийся в уезде Тёсей префектуры Тиба. Площадь посёлка составляет 23,02 км², население — 11 922 человека (1 августа 2014), плотность населения — 517,90 чел./км².

## Географическое положение
Посёлок расположен на острове Хонсю в префектуре Тиба региона Канто. С ним граничат город Исуми, посёлок Муцудзава и село Тёсей.

## Население
Население посёлка составляет 11 922 человека (1 августа 2014), а плотность — 517,90 чел./км². Изменение численности населения с 1980 по 2005 годы:
| 1980 | 10 486 чел. |  |
| 1985 | 10 997 чел. |  |
| 1990 | 11 135 чел. |  |
| 1995 | 11 302 чел. |  |
| 2000 | 11 648 чел. |  |
| 2005 | 11 656 чел. |  |

## Символика
Деревом посёлка считается Pinus thunbergii, цветком — Lilium auratum.